# Mårten Pehrson
Mårten Pehrson, född 1 juni 1840 i Nosaby socken, Kristianstads län, död 17 maj 1906 i Kristianstads stadsförsamling, var en svensk industriman.
Pehrson var styrelseordförande och verkställande direktör för AB Skånska Yllefabriken i Kristianstad och för AB Mårten Pehrsons Valsqvarn; ordförande i styrelsen för Ler- och tegelindustri AB Herkules där; ledamot i styrelsen för Nya sparbanken i Kristianstad och i centralstyrelsen för Bank AB Södra Sverige från 1901.
Riddare av Kungl. Vasaorden (RVO) 1900.